# Городов, Валерий Васильевич
Вале́рий Васи́льевич Го́родов (укр. Валерій Васильович Городов; род. 14 февраля 1961, Белгород) — советский и украинский футболист, вратарь. Мастер спорта СССР (1987). Заслуженный тренер Украины (2018).

## Биография
Воспитанник белгородского футбола, пришёл в «Днепр» в 1985 году. Первые два сезона при Владимире Емце был дублёром Сергея Краковского, однако, начиная с 1987 года, стал № 1 в команде. В составе днепрян завоевал золотую и две серебряные награды чемпионата СССР, а также серебро и бронзу первенства Украины.
После «Днепра» выступал за марокканский «Ренессанс Сеттат», в составе которого стал бронзовым призёром национального первенства. Заканчивал игровую карьеру в российской высшей лиге в составе «Уралмаша» и «Факела». Большую часть тренерской карьеры проработал с вратарями в «Днепре» и в «Кривбассе».
Был главным тренером ахтырского «Нефтяника», который возглавил, когда команда имела ноль очков после шести туров. Несмотря на несколько сенсационных результатов (победа в Киеве над «Динамо», ничья в Донецке с «Шахтёром» и дома с «Днепром»), всё же не сумел оставить команду в высшей лиге.

## Достижения
- Чемпион СССР 1988 года[5]
- Обладатель Кубка СССР 1989 года[5]
- Серебряный призёр чемпионатов СССР 1987 и 1989 года[5]
- Бронзовый призёр чемпионатов СССР 1984 и 1985 года[5]
- Бронзовый призёр чемпионата Украины 1992 года[5]
- Бронзовый призёр чемпионата Марокко 1993 года[5]